# Yungblud
Pour les articles homonymes, voir Youngblood.
Dominic Harrison, dit Yungblud (stylisé en YUNGBLUD), est un auteur-compositeur-interprète britannique, né le 5 août 1997 à Doncaster au Royaume-Uni.
À travers sa musique, Yungblud s'est exprimé comme un « artiste socialement engagé n'ayant pas peur de délivrer des chansons protestataires mélangeant les genres ».
Il commence sa carrière musicale en 2017 et se fait rapidement connaître, notamment avec son single I Love You, Will You Marry Me. Il a actuellement sorti quatre albums : 21st Century Liability en 2018, Weird! en 2020, Yungblud en 2022 et Idols en 2025. 
Il se fait également connaître à travers des collaborations. Il collabore avec la chanteuse Charlotte Lawrence sur la chanson Falling Skies, qui apparait sur la bande originale de la deuxième saison de la série 13 Reasons Why. Il sort également, en collaboration avec Halsey, et Travis Barker, la chanson 11 minutes dont le clip possède plus de 105 millions de vues. En 2022, il réalise une version française de sa chanson Tissues avec la chanteuse Louane.

## Biographie

### Jeunesse et formation
Dominic Harrison naît le 5 août 1997 à Doncaster et grandit dans cette même ville. Sa mère est femme au foyer. Son grand-père, Rick Harrison, jouait du piano et de la basse, et s'est produit avec T. Rex durant les années 1970.
Il étudie le théâtre à la Arts Educational Schools de Londres, et apparaît dans les séries Emmerdale et The Lodge, avant de commencer sa carrière musicale.

### Carrière
Le 16 mars 2020, en pleine pandémie de Covid-19, Harrison fait un concert « anti-coronavirus » en live sur sa chaîne Youtube avec Machine Gun Kelly, Bella Thorne et Oliver Tree comme invités du show. Le live est appelé The Yungblud Show et fait rapidement plus de 500 000 vues. Il est suivi d'un second épisode, plus court. 
Un mois plus tard, Harrison sort le titre Weird!, annonçant un nouveau tournant dans sa carrière. Son deuxième album, du même nom que le single, est annoncé le 17 septembre 2020 pour une sortie en novembre de la même année. La sortie de l'album est ensuite reportée au 4 décembre.
Il est annoncé, en novembre 2021, qu'Harrison sortira son premier court-métrage, basé sur la chanson Mars, tiré de son deuxième album. En collaboration avec Mercury Studios et Interscope Films, le film s'intéresse à l'un des fans du chanteur, Charlie Acaster, et de son combat afin de convaincre ses parents de sa transidentité.
Le 11 mars 2022, il sort le single The Funeral. Le clip vidéo l'accompagnant met en scène le couple Sharon et Ozzy Osbourne. Deux mois plus tard, le 17 mai 2022, Harrison dévoile la date de sortie de son troisième album, Yungblud, prévu pour le 2 septembre 2022.
Le 3 novembre 2022, la chanteuse canadienne Avril Lavigne publie un duo avec le chanteur, intitulé I'm a Mess.
En Avril 2024, il est révélé être l'interprète du générique d'ouverture de l'anime Kaiju n°8, faisant de lui le premier artiste européen à réaliser un opening pour un anime à gros budget.
Le 5 juillet 2025, il chante au sein d'un supergroupe au concert de charité et d'adieu « Back to the beginning » organisé par le groupe Black Sabbath et son chanteur historique Ozzy Osbourne. 

### Vie privée
Alors enfant, un TDAH est diagnostiqué chez lui. Au départ traité avec de la Ritaline (méthylphénidate), il arrête rapidement le traitement, sa mère jugeant que le médicament lui « retirait sa personnalité ».
En novembre 2018, il se met en couple avec la chanteuse américaine Halsey. Ils se séparent en septembre 2019.
En décembre 2020, dans une interview pour le magazine Attitude, il fait son coming out et annonce être pansexuel ainsi que polyamoureux.
En 2021, alors que des rumeurs sur une relation avec la chanteuse Miley Cyrus tournent autour de l'artiste, il est révélé être en couple avec la chanteuse et créatrice de mode Jesse Jo Stark[réf. nécessaire].

## Influences
Yungblud cite Oasis, les Beatles, Bob Dylan, Lady Gaga, David Bowie, Arctic Monkeys, Eminem, The Cure et The Clash comme ses principales influences,,.

## Discographie

### Albums
- 2018 : 21st Century Liability
- 2020 : Weird!
- 2022 : Yungblud
- 2025 : Idols

### EPs
- 2018 : YUNGBLUD
- 2019 : The Underrated Youth
- 2020 : A Weird! af Halloween
- 2021 : A Weird! af Valentine's Day

### Singles
- 2017 : King Charles
- 2017 : I Love You, Will You Marry Me
- 2018 : Anarchist
- 2018 : Psychotic Kids
- 2018 : Machine Gun (F**k the NRA)
- 2018 : Kill Somebody
- 2018 : Tin Pan Boy
- 2018 : Medication
- 2019 : Loner
- 2019 : 11 Minutes (avec Halsey et Travis Barker)
- 2019 : Parents
- 2019 : Hope for the Underrated Youth
- 2019 : Polygraph Eyes
- 2019 : Original Me (avec Dan Reynolds d'Imagine Dragons)
- 2020 : Weird
- 2020 : Strawberry Lipstick
- 2020 : Lemonade (avec Denzel Curry)
- 2020 : God Save Me, But Don't Drown Me Out
- 2020 : Cotton Candy
- 2020 : Mars
- 2020 : Acting Like That (avec Machine Gun Kelly et Travis Barker)
- 2021 : Fleabag
- 2022 : The Funeral
- 2022 : Memories (avec Willow Smith)
- 2022 : Don't Feel Like Feeling Sad Today
- 2022 : Tissues
- 2023 : Lowlife
- 2023 : Hated
- 2023 : Happier (avec Oliver Sykes du groupe Bring Me The Horizon
- 2024 : "Abyss (from Kaiju No.8)"
- 2024 : When We Die (Can We Still Get High?)(avec Lil Yachty)
- 2024 : "I Was Made For Loving You (from The Fall Guy)"
- 2024 : "I Was Made For Loving You (from The Fall Guy [Orchestral Version])" (avec Dominic Lewis)
- 2024 : "Breakdown"
- 2025 : "Hello Heaven, Hello"
- 2025 : "Lovesick Lullaby"
- 2025 : "Zombie"

#### En featuring
- 2019 : I Think I’m Okay (de Machine Gun Kelly, avec Travis Barker)
- 2019 : Tongue Tied (de Marshmello, avec Blackbear)
- 2020 : Obey (de Bring Me The Horizon)
- 2020 : Body Bag (de Machine Gun Kelly)
- 2021 : Patience (de KSI, avec Polo G)
- 2022 : FREAK (de Demi Lovato)

## Tournées

### En tête d'affiche
- 2018 - 2019 : 21st Century Liability Tour
- 2019 : Don't Wanna Be A Loner Tour
- 2019 : Twisted Tales of The Ritalin Club Tour
- 2023 : The Yungblud World Tour
- 2025 : Idols World Tour

### En première partie
- 2017 - 2018 : K.Flay - Every Where is Some Where Tour